# 鋸額豆瓷蟹
鋸額豆瓷蟹（学名：Pisidia serratifrons）为瓷蟹科豆瓷蟹屬下的一个种。